# James Morrow (Mathematiker)

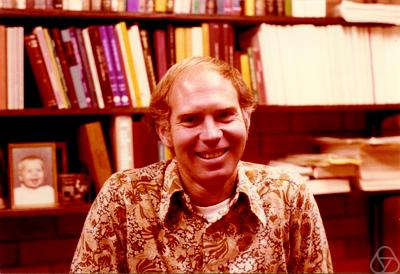
James Morrow, 1977

James Allen Morrow, genannt Jim Morrow, (* 14. September 1941) ist ein US-amerikanischer Mathematiker.

## Leben
Morrow wurde 1967 an der Stanford University bei Kunihiko Kodaira promoviert (The Topological Type of Non-Singular Deformations of Singular Surfaces). Als Post-Doktorand lehrte er zwei Jahre an der University of California, Berkeley. Er ist Professor an der University of Washington, an der er seit 1969 lehrt.
Er befasste sich mit komplexer Analysis, worüber er mit seinem Lehrer Kodaira 1971 eine Monographie veröffentlichte, und inversen mathematischen Problemen der Computer-Tomographie, speziell Elektrische Impedanz-Tomographie und inversen Problemen elektrischer Netzwerke. Er leitete dazu auch ab 1988 regelmäßige Sommerprogramme für Studenten (Research Experiences for Undergraduates, REU), die auch zu verschiedenen Veröffentlichungen führten. Außerdem bereitete er Studenten für den internationalen Mathematical Contest in Modeling (MCM) vor.
2006 erhielt er den Distinguished Teaching Award der Sektion Pazifik-Nordwesten der Mathematical Association of America (MAA) und 2005 den Education Prize des Pacific Institute for the Mathematical Sciences der University of British Columbia.
Er ist nicht mit einem gleichnamigen Mathematiker zu verwechseln, der Professor am Mount Holyoke College ist.

## Schriften
- mit Kunihiko Kodaira: Complex manifolds, New York: Holt, Rinehart and Winston 1971, AMS Chelsea Publishing 2006.
- mit Edward B. Curtis: Inverse problems for electric networks, World Scientific Publishing 2000
- mit Edward B. Curtis, Thaddeus Edens: Calculating the resistors in a network. Proceedings of the Annual International Conference of the IEEE Engineering in Medicine and Biology Society, 11, 1989, S. 451–452
- mit Edward B. Curtis, David V. Ingerman: Circular planar graphs and resistor networks, Linear Algebra and Its Applications, 283, 1998, S. 115–150